# Municipio de San Antonio Palopó
Municipio de San Antonio Palopó är en kommun i Guatemala.   Den ligger i departementet Departamento de Sololá, i den sydvästra delen av landet, 70 km väster om huvudstaden Guatemala City. Municipio de San Antonio Palopó ligger vid sjön Lago de Atitlán.